# 巴凯尔哈特清真寺历史名城
巴凯尔哈特清真寺历史名城是位于孟加拉国库尔纳专区巴盖尔哈德县的世界遗产，包含360座清真寺、公共建筑、陵墓、桥梁、道路、水箱和其他由烧砖建造的公共建筑。1982年至1983年，联合国教科文组织制定了巴盖尔哈德地区的总体规划，该遗址于1983年根据标准（iv）列入世界遗产。此世界遺產是一個眾多建築組成的建築群，它包含360座清真寺、公共建築、陵墓、橋樑、道路、水池和其他用烤磚建造的公共建築。城內的清真寺主要建於15世紀的孟加拉蘇丹國時期，其中最大的清真寺是六十圓頂清真寺。其他清真寺包括新蓋爾清真寺、九頂清真寺、Khan Jahan墓、Bibi Begni清真寺和Ronvijoypur清真寺。這些清真寺是在Khan Jahan Alih管治期間建造的，他是一名突厥將軍，被孟加拉的蘇丹馬哈茂德沙阿任命為巽德班的總督。
巴凯尔哈特擁有孟加拉國蘇丹時代最大的清真寺。這座歷史名城有50多座建築，採用孟加拉當地印度-伊斯蘭混合建築風格。這有時被稱為“Khan Jahan 風格”。這些建築，是人們在去除了幾個世紀以來遮蔽它們的植被後才發現的。該遺址於被聯合國教科文組織根據標準 (iv)認定為「關於呈現人類歷史重要階段的建築類型，或者建築及技術的組合，或者景觀上的卓越典範」而入選世界遺產。特別的是，其中 60 圓頂清真寺實際上有 60 根柱子和77個圓頂。清真寺以赤陶藝術品和蔓藤花紋為特色。